# Мемфис
Вижте пояснителната страница за други значения на Мемфис.
Мемфис е столицата на Древен Египет в епохата на Древното царство. Намирал се е на западния бряг на река Нил (срещу който лежи днес на източния бряг гр. Хелуан), южно от съвременния гр. Гиза.
Още преди столицата да бъде преместена в Мемфис, градът е имал важно значение. Първоначално е носел името Инебу-хедж (Белите стени). За първи път името „Мемфис“ се появява в летописите едва през 23 век пр.н.е. По думите на Херодот градът е издигнат от цар Мин, който заповядал да бъде построен бент, да се промени руслото на реката, течаща там, а на мястото на засипания стар завой на реката построил град.
За няколко хилядолетия Мемфис е културен, административен и търговски център, който привлича търговци и поклонници от всички краища на Африка и Азия. Едва след появата на град Александрия идва упадъкът на Мемфис.
Постепенно градът се руши. До наши дни той стига напълно покрит с тиня. Цели здания на практика не са останали. Сега Мемфис е музей под открито небе. Провеждат се разкопки, но това се оказва сложно заради високото ниво на подземните води и защото руините на бившата столица са в частни земи, засадени с палмови гори.
Птах е бог на града.

## Мемфиски некропол
Некрополът на Мемфис представлява ивица пустинна земя на западния бряг на река Нил с дължина около 70 километра. В него са погребвани фараоните през периода от 3-та до 7-а династия (Старото царство на Египет).
Състои се от няколко пирамидни полета, съдържащи близо 30 пирамиди от Древното царство (2000 – 2600) г. пр.н.е. От север на юг това са:
- Абу Руваш;
- Гиза;
- Заваят Ал Ариян;
- Абусир;
- Сакара;
- Дашур

Централната част на некропола е в района на големия гр. Гиза, край съвременната столица Кайро. Там се намират най-известните пирамиди – на фараоните от IV династия Хуфу (Хеопс), Хефрен и Микерин.

### Галерия
- Пирамидата на Джедафре в Абу Руваш
- Изглед от Гиза
- Абусир
- Панорама от Сакара
- Пирамиди в Дашур
- Пирамида в Мейдум